# Stephan El Shaarawy
Stephan El Shaarawy (àrab: ستيفان الشعراوي, Stīfān ax-Xaʿrāwī) (Savona, 27 d'octubre de 1992) és un futbolista italià que actualment juga de davanter a l'AS Roma de la Serie A italiana.

## Trajectòria

### Genoa CFC
Va començar la seva carrera als equips inferiors del Genoa que es va fixar en ell quan només tenia 13 anys. El 21 de desembre de l'any 2008 va debutar amb el Genoa amb 16 anys i 55 dies. Llavors era el quart jugador més jove en debutar a la Serie A.

### Calcio Padova
Al mercat d'estiu del 2010 va ser cedit al Calcio Padova de la Serie B. El Faraó va ajudar l'equip de Venècia a la final de la promoció dels playoffs que va perdre davant del Novara Calcio.

### AC Milan
Al juny del 2011, El Shaarawy signa un contracte per l'AC Milan. Marca el seu primer gol com a rossonero a la Serie A el 21 de setembre contra l'Udinese Calcio. Amb l'equip rossonero va guanyar el seu primer títol com a professional, la Supercopa italiana de futbol.

### AS Monaco
El juliol del 2015, El Shaarawy signà un contracte de cessió amb opció de compra amb l'AS Monaco.

## Trajectòria internacional
Ha jugat a totes les categories inferiors de la selecció de futbol d'Itàlia i va debutar amb la selecció absoluta el 23 de setembre de 2012 en un amistós contra Anglaterra.